# Sterilizzazione degli alimenti
Con la sterilizzazione degli alimenti (o appertizzazione) si intende un processo termico utilizzato soprattutto dall'industria alimentare per conferire a prodotti in confezioni ermetiche conservabilità, stabilità e sicurezza dal punto di vista microbiologico. La sterilizzazione è una delle tecniche di conservazione degli alimenti; un alimento, dopo che è stato preparato per il consumo, se non utilizzato subito deve essere conservato, ovvero reso stabile e sicuro per un ragionevole lasso di tempo. Il processo comporta l'eliminazione o l'inattivazione dei microrganismi e degli enzimi presenti, in grado di produrre modificazioni indesiderate dal punto di vista microbiologico e dunque sanitario in rapporto alla salute del consumatore (modifiche strutturali e chimiche non aventi alcuna relazione con attività biochimiche di tipo enzimatico e/o con la proliferazione batterica sono sempre possibili e anzi inevitabili, configurando comunque un'alterazione alimentare, in accordo alla prima legge di Parisi della degradazione alimentare).

## Generalità
La conservazione degli alimenti può avvenire con mezzi fisici (calore, refrigerazione, filtrazione, radiazioni) o chimici (acidi, alcool, zuccheri, sali, fumo, additivi alimentari). Tra i vari mezzi fisici di cui dispone l'industria alimentare per raggiungere lo scopo, c'è il calore con una serie infinita di combinazioni tempo / temperatura in funzione dei singoli specifici problemi da risolvere. Con il termine sterilizzazione si comprendono soprattutto quei trattamenti a temperature elevate (maggiori di 100 °C), in apparecchi sotto pressione detti autoclavi, applicati ai prodotti a più alto grado di pericolosità per la concomitanza di quattro circostanze:
- conservazione a temperatura ambiente;
- confezionamento in scatole, vasi o buste sotto vuoto (anaerobiosi);
- bassa acidità (pH maggiore di 4,5);
- valori elevati di attività dell'acqua (aw maggiore di 0,94)

Queste quattro condizioni, peraltro molto frequenti nelle conserve alimentari, sono quelle che consentono lo sviluppo di uno dei più temuti microrganismi, il Clostridium botulinum, capace di generare durante la riproduzione una neurotossina particolarmente tossica, spesso mortale; perciò le basi scientifiche della sterilizzazione fanno riferimento in prima istanza alla reazione al calore di tale batterio, o meglio delle sue spore, che costituiscono la forma assunta dalla cellula vegetativa per difendersi dalle condizioni avverse e proprio per questo particolarmente termoresistenti.
Si devono comunque sterilizzare anche alcune categorie di "conserve" che, pur non rientrando in questo quadro, possono andare incontro ad alterazioni ad opera di spore diversamente resistenti e meno pericolose del Cl. botulinum, come quelle acido-tolleranti di Bacillus coagulans e Clostridium pasteurianum in grado di deteriorare conserve che, in virtù del loro pH, non consentono lo sviluppo di Cl. botulinum.

## Valutazione della termoresistenza dei microrganismi

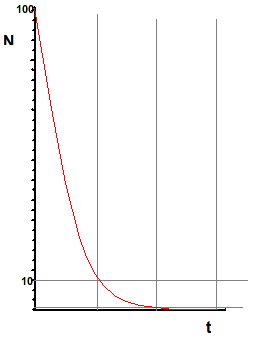
Andamento della riduzione delle cellule attive trattate per tempi diversi ad una medesima temperatura

La valutazione della resistenza al calore di qualsiasi tipo di microorganismo, che nella pratica industriale si rende sempre necessaria perché varia in funzione del substrato, mette in evidenza che la morte (o meglio l'inattivazione) termica avviene su base statistica. Ad una determinata temperatura fissa, partendo con, ad esempio, 100 spore per confezione, il numero di cellule che sopravvivono al trattamento si riduce di 10 volte (cioè del 90%) in corrispondenza di uguali intervalli di tempo (Δt), senza arrivare mai a zero.
| Tempo             | 0   | Δt | 2Δt | 3Δt | 4Δt  | 5Δt   |
| Numero di cellule | 100 | 10 | 1   | 0,1 | 0,01 | 0,001 |
Quando da 100 individui iniziali si arriva dopo 5Δt a 0,001, la probabilità che esista ancora una cellula attiva è ridotta ad 1 millesimo, in altri termini ci può essere ancora una confezione non-sterile ogni mille.

### D-value e z-value

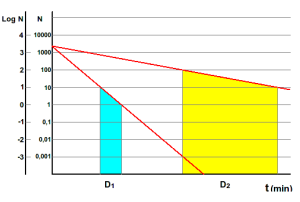
Calcolo dei minuti necessari (D-value) per inattivare, a due determinate temperature, il 90% degli individui

Nella pratica industriale, lo studio iniziale del problema prevede la costruzione di due diagrammi:
- Il primo diagramma, con il numero di cellule sopravvissute (N) per un determinato microorganismo in un determinato prodotto, in funzione del tempo (t) di applicazione di una determinata temperatura (T), consente di ricavare il Tempo di Riduzione Decimale o D-value (DT).
- Il secondo diagramma, con D-value ricavati dal primo per almeno due diverse temperature, in funzione della temperatura, serve per ricavare lo z-value (z)

Dato il tipo di funzioni, la costruzione dei grafici viene fatta usando, per l'asse delle ordinate, una scala logaritmica decimale che consente di ottenere andamenti rettilinei facili da costruire e da interpretare.

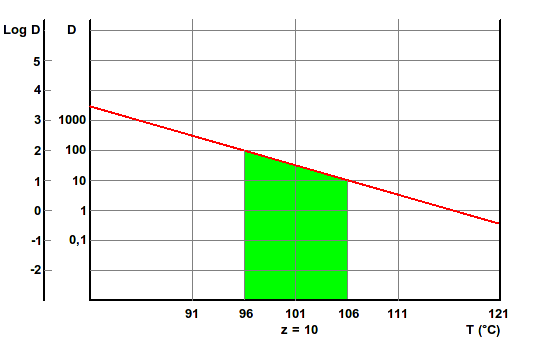
Calcolo della variazione di gradi (z-value) necessaria per ridurre o aumentare di 10 volte il D-value

### F-value
Con i dati ricavati dai due diagrammi si possono ipotizzare trattamenti termici equivalenti, in grado cioè di conseguire un'identica distruzione batterica pur con temperature e tempi differenti, con l'obiettivo di fissare un importante parametro finale, il cosiddetto F-value, che rappresenta l'effetto letale (o trattamento sterilizzante) a 121 °C, che si desidera ottenere con determinati presupposti (prodotto e microorganismo-bersaglio).
Quindi, il procedimento che porta alla valutazione della termoresistenza dei microrganismi è:
1. Individuare il microorganismo-bersaglio (ad esempio il Clostridium botulinum)
2. Determinare sperimentalmente D e z (ad esempio D106 = 10 min e z = 10 °C)
3. Ricavare il Tempo di Riduzione Decimale a 121 °C, o graficamente o con la formula D0 = DT x 10(T-121) / z (nell'esempio D0 = 0,3 min)
4. Calcolare F0 (fattore di sterilizzazione F a 121 °C per z = 10), moltiplicando D0 per 12 (una convenzione consolidata vuole almeno 12 riduzioni decimali per il Cl. botulinum: confezioni con 1 milione di spore, numero già altissimo e poco probabile, dopo il trattamento potranno presentare 1 caso di non-sterilità ogni milione di pezzi) (nell'esempio F0 = D0 x 12 = 0,3 x 12 = 3,6 min). Spesso viene scelto come microorganismo bersaglio il Clostridium sporogenes che ha valori di D0 3-4 volte maggiori di quello del Cl. botulinum, oppure, per le cosiddette "conserve tropicali", destinate cioè a paesi molto caldi, il Bacillus stearothermophilus con valori 6-7 volte più grandi; in questi casi le riduzioni decimali accettabili sono 5 e portano a valori di F0 tra 5 ed 8 min, con grande aumento di sicurezza nei confronti del Cl. botulinum.

## Studio della penetrazione del calore
La seconda fase del processo industriale riguarda la realizzazione pratica del trattamento sterilizzante.
Stabilito ad esempio che il trattamento a 121 °C debba essere di 8 minuti (F0 = 8), significa che la temperatura al "cuore" del prodotto contenuto in ogni confezione dovrebbe essere portata istantaneamente a 121 °C, mantenuta tale per 8 minuti e riportata istantaneamente al valore ambientale. Questo è ovviamente un ciclo teorico, che si discosta notevolmente dal ciclo reale, dal momento che l'innalzamento e l'abbassamento della temperatura non possono essere istantanei, ma avvengono gradualmente, condizionati come sono dall'inerzia con cui penetra il calore in relazione alle caratteristiche del prodotto, alle caratteristiche dei contenitori (natura e dimensioni) ed alla modalità di riscaldamento. Si rende quindi necessario, tramite termocoppie inserite nelle confezioni, lo studio della curva di penetrazione del calore, che rappresenta il reale andamento della temperatura nel punto freddo (o "cuore") del prodotto nelle condizioni pratiche di lavorazione industriale. Dai valori di temperatura si ricavano i vari contributi termici medi per ogni minuto di trattamento e la somma di questi "F-letali" parziali coincide con l'F0 complessivo.
Il procedimento avviene normalmente con l'ausilio di sistemi computerizzati che agevolano il grande lavoro di messa a punto del ciclo ottimale; in questa fase, potendo ancora modificare tempi e temperature, si tiene conto anche del deterioramento termico del prodotto, scegliendo alla fine il miglior compromesso tra l'esigenza della sicurezza microbiologica ed il rispetto delle caratteristiche organolettiche del prodotto finale.
Trattandosi di fenomeni probabilistici, data la delicatezza del problema, l'industria alimentare, in fase produttiva, non controlla solo il ciclo termico industriale, ma usa metodi di controllo generalizzato su tutta la produzione dopo congrui tempi di quarantena.

### Esempio
I dati ed i grafici che seguono rappresentano una esemplificazione del procedimento:

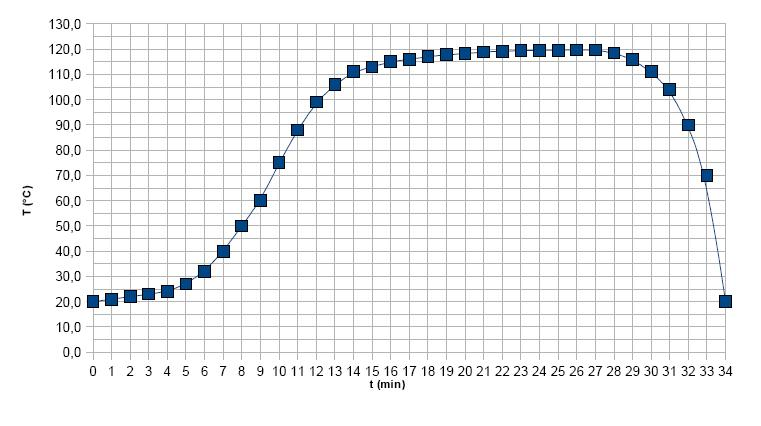
Andamento della temperatura del prodotto in un ipotetico ciclo di sterilizzazione

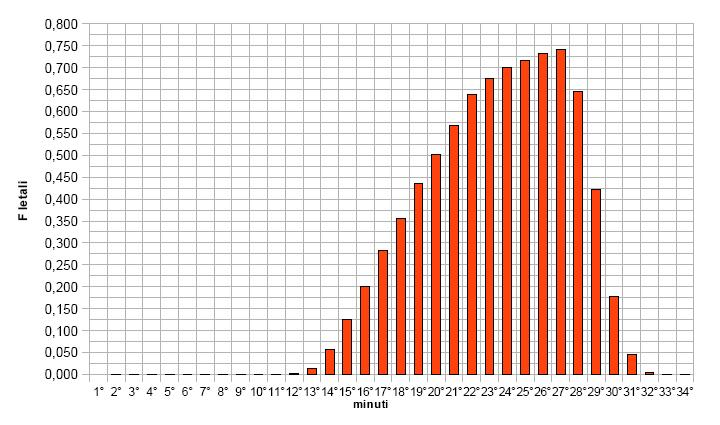
Elaborazione grafica dei contributi termici per ogni minuto di un ipotetico ciclo di sterilizzazione